# St. Petrus und Anna (Bad Laasphe)

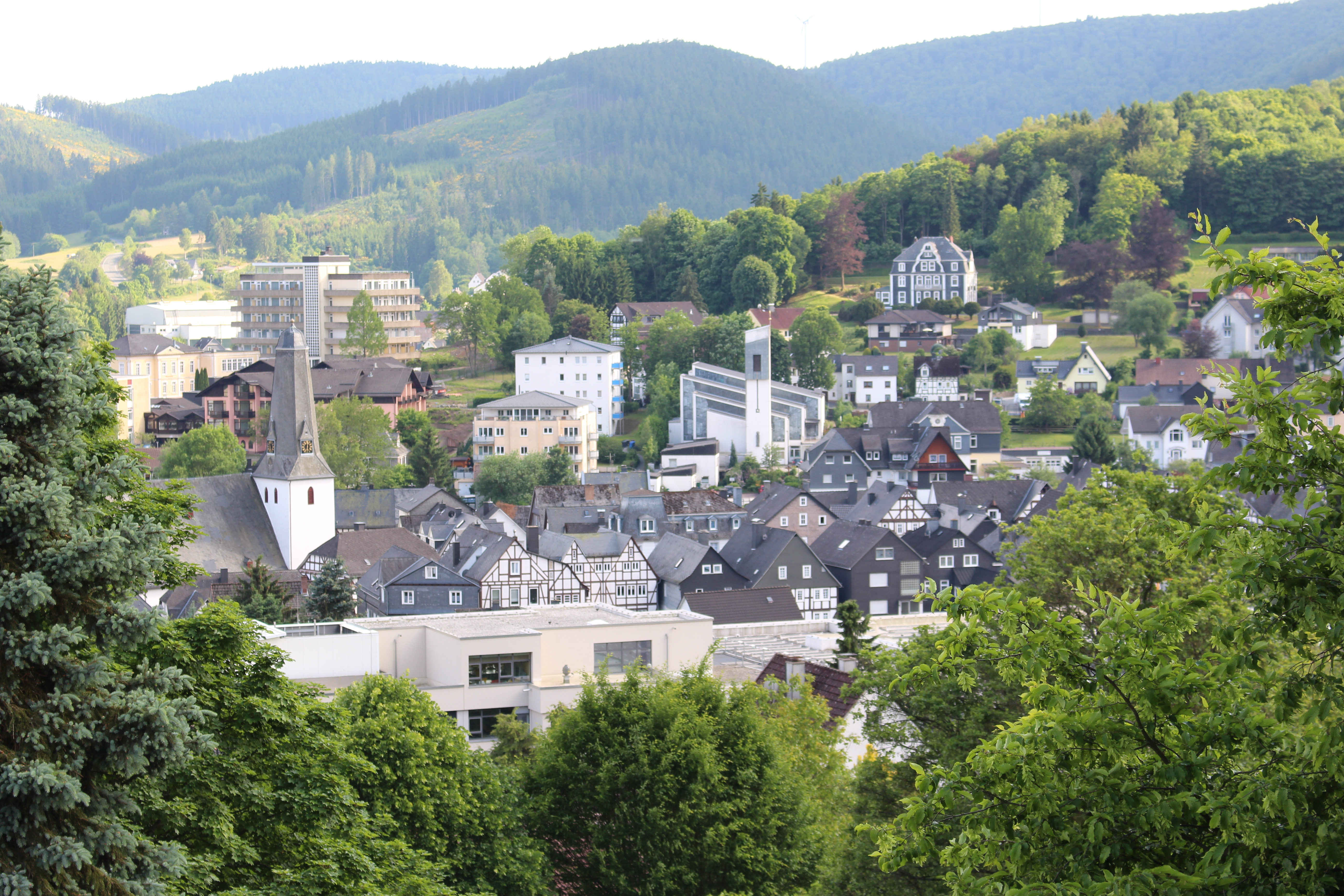
Kirche (rechts) im Ensemble der Altstadt zusammen mit der Evangelischen Kirche (links)

Die römisch-katholische Kirche St. Petrus und Anna ist ein ortsbildprägendes Kirchengebäude in Bad Laasphe im Kreis Siegen-Wittgenstein (Nordrhein-Westfalen). Die Gemeinde gehört zum Pastoralverbund Wittgenstein.

## Geschichte und Architektur
Ein Pfarrer wurde erstmals 1219 in Laasphe erwähnt, ein Kirchengebäude ist seit 1230 belegt. Die Reformation begann 1534 auf Anweisung der Landesherren Johann und Wilhelm. Danach wurde im Ort fast 300 Jahre keine katholische Messe mehr gelesen. Seit 1931 wurden die katholischen Gläubigen der Diasporagemeinde von Bad Berleburg aus betreut. Während und nach dem Zweiten Weltkrieg siedelten etwa 2.000 katholische Heimatvertriebene aus Oberschlesien im Ort und in der Umgebung.

### Erste Kirche
Mit Hilfe des Bonifatiusvereines baute die katholische Diasporagemeinde von 1950 bis 1951 nach Entwürfen des Architekten Aloys Dietrich eine kleine Kirche auf einem Hanggrundstück oberhalb des Ortes. Der Kirche war ein kleines Pfarrhaus angegliedert. An der Talseite der kleinen Hallenkirche stand der Chorturm, der Kirchenraum an der Bergseite war mit einem Satteldach gedeckt. Die hell verputzten Mauern waren durch kleinteilige Fenster gegliedert, die Anlage war durch hohe Schieferdächer geprägt. Schon nach einigen Jahren erwies sich das Gebäude für die mittlerweile stark angewachsene Gemeinde als zu klein, außerdem traten starke Bauschäden auf. Kirche und Pfarrhaus wurden 1968 abgerissen.

### Zweite Kirche
Der Neubau wurde von 1968 bis 1969 auf demselben Grundstück nach Plänen des Architekten Aloys Sonntag errichtet und am 14. Dezember 1969 durch den Erzbischof Lorenz Kardinal Jaeger geweiht. Die Kirche bietet Platz für etwa 300 Besucher. Die außergewöhnliche Gestaltung basiert auf der Idee, sieben gestaffelte Pultdächer mit wenig Neigung in einer regelmäßigen Folge anzuordnen. Die Dächer sind sowohl in den Höhen als auch in den spezifischen Längen gestaffelt. Das mittlere Dach überragt die übrigen und ist auch breiter als alle anderen Dächer. Unter dem mittleren Dach befinden sich der Altarraum und die Orgel. Die sich je zu beiden Seiten anschließenden drei Pultdächer verlieren jeweils um dasselbe Maß an Höhe. Dadurch wurde der Einbau von insgesamt sechs Lichtbändern möglich, die den Innenraum beleuchten. Die Außenwände sind weiß verputzt, das Gebäude ist über eine Treppe erschlossen, die seitlich den Hang hinauf führt. In den 1980er Jahren wurde nach Entwürfen des Architekturbüros Sonntag, talseitig ein rechteckiger Glockenturm angefügt, er ist mit einem gegenläufigen Pultdach gedeckt. Der Innenraum ist durch die Dacharchitektur geprägt, seine Gestaltung ist symmetrisch. Der geräumige Altarraum ist um drei Stufen erhöht. Das Laiengestühl ist in leicht gebogener Ordnung um den Altarbereich gruppiert. Die Beichtstühle und Betwinkel sind unter den beiden äußeren Dächern untergebracht. Unter der Rückseite des mittleren Daches steht, leicht erhöht, ein Podium und darüber die Orgelempore. Die seitlichen Windfänge sind verglast. Die Wandflächen sind überwiegend in Weiß gehalten, sie werden durch Flächen in rotbrauner Farbe unterbrochen. Die Decken sind mit Holz verschalt. Die Verglasungen wurden nach Entwürfen von Ludwig Schaffrath angefertigt. Altar, Ambo, und die Tabernakelstele sind in Graugrün gehalten.

## Orgel
Die Orgel mit Risaliten wurde aus hellen Hölzern gebaut. Das Schleifladen-Instrument wurde 1983 durch den Orgelbauer Lothar Simon (Borgentreich) mit ursprünglich 26 Registern erbaut und nachträglich auf 35 Register auf zwei Manualen und Pedal erweitert; es ist damit das größte Orgelwerk des Altkreises Wittgenstein. Die Trakturen sind elektrisch. Die Orgel mit Windladen und Pfeifenwerk „schwebt“ auf einem Stahlträger zwischen den beiden Kircheneingängen an der Rückwand des Kirchenschiffes. Da der Pfarrer zur Zeit des Orgelbaus auch selbst die Organistentätigkeit ausführen musste, ist der Spieltisch unmittelbar neben dem Altarraum platziert, so dass zwischen Spieltisch und Orgel eine Entfernung von über 10 Metern besteht. Die Disposition lautet:
| I Hauptwerk C–g3      |        |
| Pommer                | 16′    |
| Prinzipal             | 8′     |
| Rohrflöte             | 8′     |
| Salizional            | 8′     |
| Oktave                | 4′     |
| Gedeckt               | 4′     |
| Quinte                | 2 ⁄3′  |
| Superoktav            | 2′     |
| Blockflöte            | 2′     |
| Terz                  | 1 3⁄5′ |
| Mixtur IV             | 1 ⁄3′  |
| Trompete              | 8′     |
| Glockenspiel (aus II) |        |
| Tremolo               |        |

| II Schwellwerk C–g3 |       |
| Prinzipal           | 8′    |
| Holzgedeckt         | 8′    |
| Gamba               | 8′    |
| Hornprinzipal       | 4′    |
| Koppelflöte         | 4′    |
| Oktave              | 2′    |
| Quinte              | 1 ⁄3′ |
| Sifflöte            | 1′    |
| Sesquialter II      | 2 ⁄3′ |
| Scharff IV          | 1′    |
| Dulzian             | 16′   |
| Rohrschalmey        | 8′    |
| Tromp.reg.          | 4′    |
| Glockenspiel        |       |
| Tremolo             |       |

| Pedalwerk C–f1 |     |
| Subbaß         | 16′ |
| Oktavbaß       | 8′  |
| Gedecktbaß     | 8′  |
| Choralbaß      | 4′  |
| Gemshorn       | 4′  |
| Rohrpfeife     | 2′  |
| Rauschwerk IV  |     |
| Posaune        | 16′ |
| Holztrompete   | 8′  |

- Koppeln: II/I, I/P, II/P